# 鳙拟尾孢虫
鳙拟尾孢虫（学名：Myxobilatus sinipercae）为拟尾孢科拟尾孢虫属的动物。分布于俄罗斯以及湖北、武陵山地区、黑龙江流域等，营寄生生活，寄生在鲫、鳜的膀胱以及斑鳜的肾。